# Кайова-апачи
Кайова-апачите (също Равнинни апачи, Прерийни апачи) са малка група апачи, обитавала Големите равнини, тясно свързана с кайовите още от ранни времена. Кайовите ги наричат Тагуи – седящите отвън (на племенния кръг), но по-късно (около 1870 г.) започват да ги наричат Семат – крадците, тъй като апачите започнали да крадат от тях коне и говеда. Името кайова-апачи се появява в края на 19 век, когато някои изследователи отбелязват тяхната позиция в лагерния кръг на кайовите. Самите те се наричали Наишан – нашите или наишан-дене – нашите хора. Други техни самоназвания са Катлиинде – кедровите хора или Бейсайе. По известни са с името си кайова-апачи, но това е погрешно, тъй като въпреки че били част от кайовите те говорели атабаски език и са поддържали отделна идентичност. В литературата са отбелязвани и като Прерийни апачи или Равнинни апачи, за да се отделят от останалите апачески групи в Югозапада. За първи път прерийните апачи са ясно споменати от Хенри Додж през 1835 г., който казва, че „Аппачийс“ от Равнините споделят една и съща територия с кайовите в западната част на централните равнини. Днес официално признатото от федералното правителство име на тази група е Апачи племето в Оклахома.

## Култура
Прерийните апачи били предимно номади ловци на бизони и живели в типита. Известни повече като кайова-апачи те били тясно свързани с кайовите и били част от техния племенен кръг. Въпреки че били малобройни те били разделени на най-малко 4 самостоятелни групи и въпреки че приели много неща от начина на живот на кайовите, те останали етнически различни.
Докато мигрират към южните равнини, кайова-апачите следват типичния за равнините начин на живот на конни номади ловци и живеят в типита. Въпреки че се смятат за част от кайовите, кайова-апачите са били съюзници по различно време и с шайените, арапахите и команчите. Всъщност те са водили независимо съществуване и са се събирали с кайовите само през лятото по време на Танца на Слънцето. Те се различавали значително от своите съюзници първо по езика и второ по митологията. Населението им също било относително ендогамно като, както се отбелязва племето представлява една голяма родствена единица, в която царяло единство. За разлика от кайовите и команчите те рядко осиновявали пленници и избягвали бракове с мексиканци, англо говорещи, негри и други инзианци. Това и тяхната ендогамия били причината за малката им популация. Друго, което поддържало тази малка популация било, че много жени от племето се омъжвали в кайовите и след това ставали кайова.
Социалната организация на апачите най-добре може да се характеризира с тази на кайова-апачите. При тях са известни поне 4 нива на социална организация. Първо е разширеното семейство, следва местната група, състояща се от едно или няколко разширени семейства, наричана гонка, след нея е подразделението, включващо няколко гонка и накрая следва цялата общност. Местната група и подразделението представляват една по-малка и една по-голяма група, които често се променят по размер и състав.

## История
Историята на прерийните апачи е неразривно свързана с историята на кайовите. Първоначално прерийните апачи живеят заедно с кайовите в района на Черните Хълмове в северните равнини. Предполага се, че са пристигнали от Канада в тези райони към 1600 г. За първи път са споменати от Рене Робер дьо Ла Сал през 1682 г. под името Гатака. По това време те кръстосвали равнините между река Плат и границата на Ню Мексико и играели важна роля в разпространението на конете от Мексико към Големите равнини. В тази им работа са изместени от мигриращите на юг команчи към 1720 г. През 1719 г. Бернар дьо Ла Харп говори за тях като Кутахуас и споменава, че живеели близо до устието на река Симарън. По това време французите отварят търговски отношения с кадо, уичита, поуните и арикара като търсенето на коне се увеличава все повече. За да избегнат агресията на команчите много източни групи апачи се изместват към Ню Мексико близо до мексиканците и пуеблосите. Възможно е по това време прерийните апачи да са се преместили на юг и да са се присъединили към липаните в източно Ню Мексико. Друга част от тях се преместили на север към арикара, където имало добре развита търговия. На френска карта от 1717 г. са отбелязани 10 групи падука, живеещи северно от селата на Панис или Поуни. На по-ранни карти Гатака или Падука са отбелязани южно от селата на поуните. Тези хора оттук насетне се свързват с прерийните апачи. Въпреки че архивите са оскъдни с информация за прерийните апачи до края на 18 век е много вероятно те да са свързани с няколко северни прерийни групи, които са ловували и търгували в Равнините през този период. Джеймс Муни отбелязва, че в средата до края на 18 век прерийните апачи са свързани със смесени бракове със сарсите, кайовите и кроу, а по-късно, което вече е известно са смесените им бракове с арапахо и шайените. В подкрепа на това устната им история твърди, че първоначално прерийните апачи и сарсите били едно племе. Вероятно чрез тези тесни връзки в културата им навлизат повечето от типичните за равнините културни елементи като племенните светини, войнските общества, Танца на Слънцето, които значително ги отличават и отдалечават от останалите апачески групи. Например устната история на племето разказва, че първите 3 свещени предмета са получили при Кутизе (Свещена вода) в Блек Хилс.
Първото вероятно споменаване на племето от испанците е в доклад от 1785 г., в който се съобщава за значителен спад на населението на Падо и Тогуибако, включващи 4 малки групи от общо 350 мъже. Първата част на второто име Тогуи вероятно е тяхното кайовско име. През 1796 г. се споменава, че Токиуако или Токиоуако са съюзници с кайовите, арапахите и шайените на Чери Ривър, докато Падо били близо до югозападния ръкав на река Плат. Към 1800 г. се споменава, че Апачес дел Норте (Апачите от севера) са свързани с кайовите и други племена, които се преместват на територията на команчите в Южните равнини и се опитват да установят търговски отношения с испанците в Тексас и Ню Мексико. Според тези сведения се предполага, че апаческите групи установяват икономически и политически връдки с по-многобройните арапахо, шайени и кайови, които имат за цел да им осигурят по-лесен достъп до евроамериканската търговия и да са под сигурна защита от враждебните команчи, поуни и лакота. Прерийните апачи вероятно се споменават и под името Кампе, които търгували в Таос и Санта Фе и са съюзници с кайовите и арапахо. През 1819 – 1820 г. се споменава за съюзници на кайовите, шайените и арапахо под името Каскайа или Каская (Лошите сърца) Това име се споменава и през 1853 г. Хосе Франциско Руиз и Жан Луис Берландие използват името Прерийни Липан или Липаните от Равнините, за да се позове на прерийните апачи, които били съюзници на Чаритика или арапахо. Като техни етноними по това време се срещат още имената Теяс и Кантсис. През 1805 г. Луис и Кларк ги срещнали между реките Бел Фурш и Шайен в района на Блек Хилс и споменават че живеели в 25 типита, наброяващи общо около 300 души. Кайовите по това време живеели на Норт Плат и били в съюз с тях.
През 1837 г. заедно с кайовите и тауакони подписват първия си договор със САЩ под името Катака. След това последвали кайовите на юг. През 1853 г. се споменават като войнствена група, живееща в района на река Канейдиън. С договора при Литъл Арканзас през 1865 г. те били отделени от кайовите по тяхна молба и били прикрепени към шайените и арапахите. Това споразумение не било спазено и с договора при Медисън Лодж Крийк през 1867 г. били официално обединени с кайовите, въпреки че много от тях останали да живеят при шайените и арапахите до края на Войната Ред Ривър през 1874 – 1875 г. По време на войната апачите остават относително мирни в резерватите, въпреки че несъмнено техни войни са участвали в нападенията, През 1880 г. племето срада от глад, заради недостатъчните правителствени доставки. В периода 1891 – 1892 г. са сазетнати особено тежко от няколко епидемии. В този период значителен брой от тях стават последователи на Пейотизма и Танца на духовете. През 1936 г. племето съставя собствено правителство, но не приема своя конституция. През 1974 г. влиза в сила федерално споразумение за обезщетение за отнетата им земя. През 1987 г. Племенният комитет приема изискване за 1/8 апаческа кръв за членство в племето.